# Шаймуратов, Минигали Мингазович
Минигали́ Минга́зович Шаймура́тов (тат. Миңлегали Минһаҗ улы Шайморатов; 15 [27] августа 1899, Биштяки, Уфимская губерния — 23 февраля 1943, Петровское, Ворошиловградская область) — советский военачальник, командир 112-й Башкирской кавалерийской дивизии (с 14 февраля 1943 — 16-я гвардейская кавалерийская дивизия) во время Великой Отечественной войны. Генерал-майор (10 ноября 1942). Герой Российской Федерации (30 марта 2020, посмертно).

## Биография
Родился в деревне Биштяки Уфимского уезда Уфимской губернии (ныне — д. Шаймура́тово Кармаскалинского района Башкортостана). По официальным документам — татарин. После смерти матери, в 14 лет, ушёл в город, работал матросом парохода «Урал» в Уфимском пароходстве.
В Красной Армии с июня 1919 года. Участвовал в Гражданской войне. Служил в 270-м Белорецком стрелковом полку 30-й стрелковой дивизии 5-й армии Восточного фронта, в котором воевал против войск адмирала А. В. Колчака; участвовал в Пермской, Петропавловской и Омской наступательных операциях. В апреле 1920 года направлен на учёбу.
В январе 1921 года окончил 9-е Казанские кавалерийские курсы, после их окончания направлен командиром взвода в 2-й кавалерийский полк Отдельной Приволжской кавалерийской бригады. Участвовал в подавлении Тамбовского восстания. С октября 1921 года — командир взвода и эскадрона на 6-х Кирсановских кавалерийских курсах, с июня 1922 — командир взвода на 7-х Старожиловских кавалерийских курсах. С ноября 1922 года служил в 79-м кавалерийском полку 14-й кавалерийской дивизии Первой Конной армии С. М. Будённого в Северо-Кавказском военном округе. В 1924 году окончил повторные окружные курсы среднего комсостава этого округа. С марта 1925 года служил командиром взвода и курсовым командиром в Объединённой военной школе имени ВЦИК в Москве.
С августа 1930 годах был слушателем Военной академии РККА имени М. В. Фрунзе: окончил 1-й курс основного факультета (1931—1932) и восточный факультет (1932—1934). С 1934 года проходил службу в 4-м (с 1934 — Разведывательном) управлении Генерального штаба Красной Армии: помощник начальника отделения, в 1934—1935 годах — военный атташе в Турции, в 1936—1937 годах — советник военного комитета при правительстве Гоминьдана в Китае, с 1938 года по декабрь 1940 года — военный атташе в Китае.
Как пишет Константин Симонов, Шаймуратов хорошо владел английским, китайским, татарским, уйгурским и казахским языками, и вероятно поэтому «объехал полмира по особым заданиям правительства».
После начала Великой Отечественной войны в 1941 году полковник М. М. Шаймуратов был переведён в Инспекцию кавалерии РККА и назначен командиром части по охране Кремля — 1-й Особый кавалерийский полк, который вскоре был направлен на фронт в состав корпуса генерала Л. М. Доватора. За бои под Волоколамском, на подступах к Москве, М. М. Шаймуратов был награждён вторым орденом Красного Знамени.
25 декабря 1941 года прибыл в Уфу и вступил в должность командира 112-й Башкирской кавалерийской дивизии. С 2 июля 1942 года дивизия в составе 8-го кавалерийского корпуса воевала в составе Брянского фронта, участвуя в Воронежско-Ворошиловградской оборонительной операции. В ноябре её передали в 5-ю танковую армию Юго-Западного фронта. Там она участвовала в Сталинградской битве. Во время Среднедонской наступательной операции в декабре 1942 года дивизия отличилась при освобождении Тацинской и Морозовска.
10 ноября 1942 года полковнику М. М. Шаймуратову присвоено воинское звание генерал-майора.
В Ворошиловградской наступательной операции в феврале 1942 года дивизия и корпус в составе 3-й гвардейской армии успешно действовали в глубине немецкой обороны, совершив дальний рейд к Миллерово и Макеевке.
За мужество и героизм в боях, за успешное выполнение важных оперативных задач 112-я Башкирская кавалерийская дивизия была удостоена приказом наркома обороны СССР от 14 февраля 1943 года гвардейского звания и переименована в 16-ю гвардейскую.
В ходе Харьковской оборонительной операции при начале немецкого контрнаступления дивизия оказалась далеко в немецком тылу и была вынуждена с большими потерями прорываться оттуда к своим. 23 февраля 1943 года погиб между посёлками Штеровского динамитного завода имени Г. И. Петровского (Петровское) и Юлино (Штеровка) Ворошиловоградской области при выходе полка из рейда по тылам противника. Во время войны считался пропавшим без вести, только в 1946 году был установлен факт гибели генерала Шаймуратова.
Шаймуратовская дивизия продолжала сражаться и за годы Великой Отечественной войны прошла от Дона до Эльбы свыше 4000 км. 15 раз отмечена в приказах Верховного Главнокомандующего, как отличившаяся в боях. 3860 воинов дивизии награждены орденами и медалями, 78 из них стали Героями Советского Союза и пятеро полными кавалерами ордена Славы.

## Семья
Жена — Ольга Павловна Шаймуратова. Дочь — Октябрина Шаймуратова, род. 4.11.1927 в Москве. Внук — Сергей, 1956 г.р.

## Награды
Награды Шаймуратова в экспозиции Башкирского национального музея
- Герой Российской Федерации (30 марта 2020 года, посмертно) — за мужество и героизм, проявленные в борьбе с немецко-фашистскими захватчиками в период Великой Отечественной войны 1941—1945 годов[5][6][7]
- Два ордена Красного Знамени (1938, 1941)[8]
- Орден Красной Звезды (14.02.1943)
- Юбилейная медаль «XX лет Рабоче-Крестьянской Красной Армии» (22.02.1938)

## Память
- Константин Симонов написал о нём очерк «В Башкирской дивизии». Родная деревня названа именем генерала. После Великой Отечественной войны один из пароходов Бельского речного пароходства (пароход «ОСТ» постройки 1900 г.) получил имя «Генерал Шаймуратов» (находился в эксплуатации до 1962 г.).
- Именем Шаймуратова в Башкортостане названы улицы в городах Уфа, Стерлитамак, Салават, Ишимбай и Октябрьский. На Донбассе его имя носят площадь (место захоронения) и улицы в городе Петровское, а также в пгт. Чернухино (Луганская область). В 1964 село Биштяки Кармаскалинского района Башкортостана переименовано в село Шаймуратово.
- Памятники Шаймуратову установлены в г. Уфа (2 памятника), г. Петровское (памятный знак на могиле и в сквере башкирских конников) и пгт. Чернухино (памятник башкирским конникам), с. Шаймуратово.
- В с. Шаймуратово с 1972 при Шаймуратовской школе действует музей Боевой славы носящий его имя. В 1999 Шаймуратовской средней школе присвоено имя М. М. Шаймуратова. Школа № 22 в г. Петровское носит имя Шаймуратова. В 2005 в г. Уфе открылся музей 112-й (16-й гвардейской) Башкавдивизии, которой он командовал.
- Имя легендарного генерала носят многие сельскохозяйственные объединения в различных районах Республики Башкортостан.
- 31 мая 1964 года в селе Шаймуратово установлен бюст генерал-майора. Скульптор Б. Д. Фузеев
- 8 мая 2010 года в Парке Победы Уфы на Аллее славы был установлен бюст. Скульптор В. А. Дворник.
- 21 ноября 2012 года Указом Президента РФ № 1561-УП от 21.11.2012 г. 29-му Отряду Специального назначения Внутренних войск МВД РФ присвоено почётное наименование «имени генерал-майора М. М. Шаймуратова»[9][10].
- 19 ноября 2013 года бюст Шаймуратова установлен на территории 29-го отряда специального назначения Внутренних войск МВД России (г. Уфа, мкр. Затон). Скульптор В. А. Дворник.
- 11 сентября 2015 года в родном селе генерала Шаймуратова состоялось открытие мемориала Воинской Славы, посвящённого 112-й Башкирской кавалерийской дивизии и её командиру[11]. На этом мероприятии был открыт первый конный памятник генерал-майору М. М. Шаймуратову. Памятник выполнен из бронзы в полный рост. Скульптор Д. А. Стритович.
- В сентябре 2018 года почта Луганской Народной Республики выпустила почтовую марку посвящённую М. Шаймуратову. Марка входит в блок марок «75-лет освобождению Луганской области от немецко-фашистских захватчиков»[12].
- В 2020 году в Башкортостане учреждён Орден генерала Шаймуратова, который вручается «за самоотверженность и мужество, проявленные при исполнении воинского, гражданского или служебного долга в условиях, сопряжённых с риском для жизни, при спасении людей во время чрезвычайных ситуаций, при охране общественного порядка»[13].
- В 2022 году власти Уфы распорядилась потратить 276 млн рублей на памятник Минигали Шаймуратову. Заказ получил[14] скульптор Салават Щербаков, автор знаменитого памятника князю Владимиру.
- В 2022 году глава республики Башкортостан Радий Хабиров, сформировал батальон имени Минигали Шаймуратова для участия в российском вторжении на Украину[15].
- В 2024 году Банком России выпущена монета, посвящённая 450-летию основания Уфы, на которой изображён памятник генералу[16].
- В 2024 году Почтой России выпущена марка, посвящённая 450-летию основания Уфы, на которой изображён памятник генералу[17]

- Бюст Шаймуратову на родине генерала
- Конный памятник Шаймуратову на родине генерала
- Монета Банка России, серебро, 3 рубля, 2024 год.
450-летие основания г. Уфы
- Почтовая марка России, 2024 год.

### В культуре
Также образ Шаймуратова запечатлён в живописи. А. В. Храмов является автором картины «Генерал Шаймуратов» (1963), Г. М. Круглов — картин «В штабе дивизии М. Шаймуратова» (1989) и «Последний бой генерала Шаймуратова» (2006).
В Республике Башкортостан Шаймуратов считается народным героем, он воспет в башкирской песне «Шаймуратов-генерал» (музыка Загира Исмагилова, слова Кадыра Даяна), ставшей народной. Песня была впервые исполнена солистом Башкирского государственного театра оперы и балета Габдрахманом Хабибуллиным в марте 1942 года (на башкирском языке). В 1947 году песня была записана Г. Хабибуллиным на грампластинку.
| Шли полки башкир в атаки, Провожал седой Урал. Впереди — на аргамаке Шаймуратов-генерал. |

## Происхождение
При рождении в метрической книге Оренбургского мухамеданского духовного собрания в переводе на русский было записано: "Минлегали Мингажетдин улы Шаймуратов. Отец — татарин из мишарей, мать — башкирка из тептярей.
М. М. Шаймуратов в анкете при вступлении в ВКП(б) числился «тептярем».
Согласно Л. Киреевой, в 1940 году в своей анкете Шаймуратов указал своё происхождение — «из батрацкой семьи», и национальность — башкир, однако, каких-либо подтверждающих эту версию данных нет.
В личном листке по учёту кадров, о социальном происхождении указано: «из крестьян — рабочий», по национальности — татарин.
В личном деле Шаймуратова, которое хранится в Национальном музее Башкортостана указано: "Какой национальности — татарин, а в графе «Какой язык считает родным» указал «татарский».
В Аттестации майора «Мингалея Минозовича Шаймуратова» на Начальника отделения 2-го Отдела РУ РККА за период с января по ноябрь 1938 года указано: «национальность — татарин».
В наградном листе на представление Шаймуратова М. М. к ордену Ленина, подписанного 14 февраля 1943 года, указана национальность — татарин.
В книге «ГРУ: Дела и люди» указывается национальность Шаймуратова — башкир.
Гвардии старший лейтенант Насыров Анвар Хатыпович, командир эскадрона 112-й кавалерийской дивизии в своей книге «Подвиг генерала: Воспоминания командира эскадрона 112-й башкирской кавалерийской дивизии» писал:
"Однажды Минигали Мингазович вспомнил свой давний разговор с отцом Мингазетдином. Он спросил его: «…Отец, откуда пришел наш род?». Отец ответил: «…Наши предки пришли из-за Урала, из Исяцкой провинции. В крови потопил князь Бибиков бунт на уральских заводах. А корни наши в племени айлинских башкир». 

На вопрос: «…Вы какой национальности?», Шаймуратов отвечал: «Я — башкир, с Урала, из Башкирии, из Биштяки».
 Однако других подтверждений этого, кроме как воспоминания Насырова Анвара Хатыповича, нет.